# Lotsenschoner

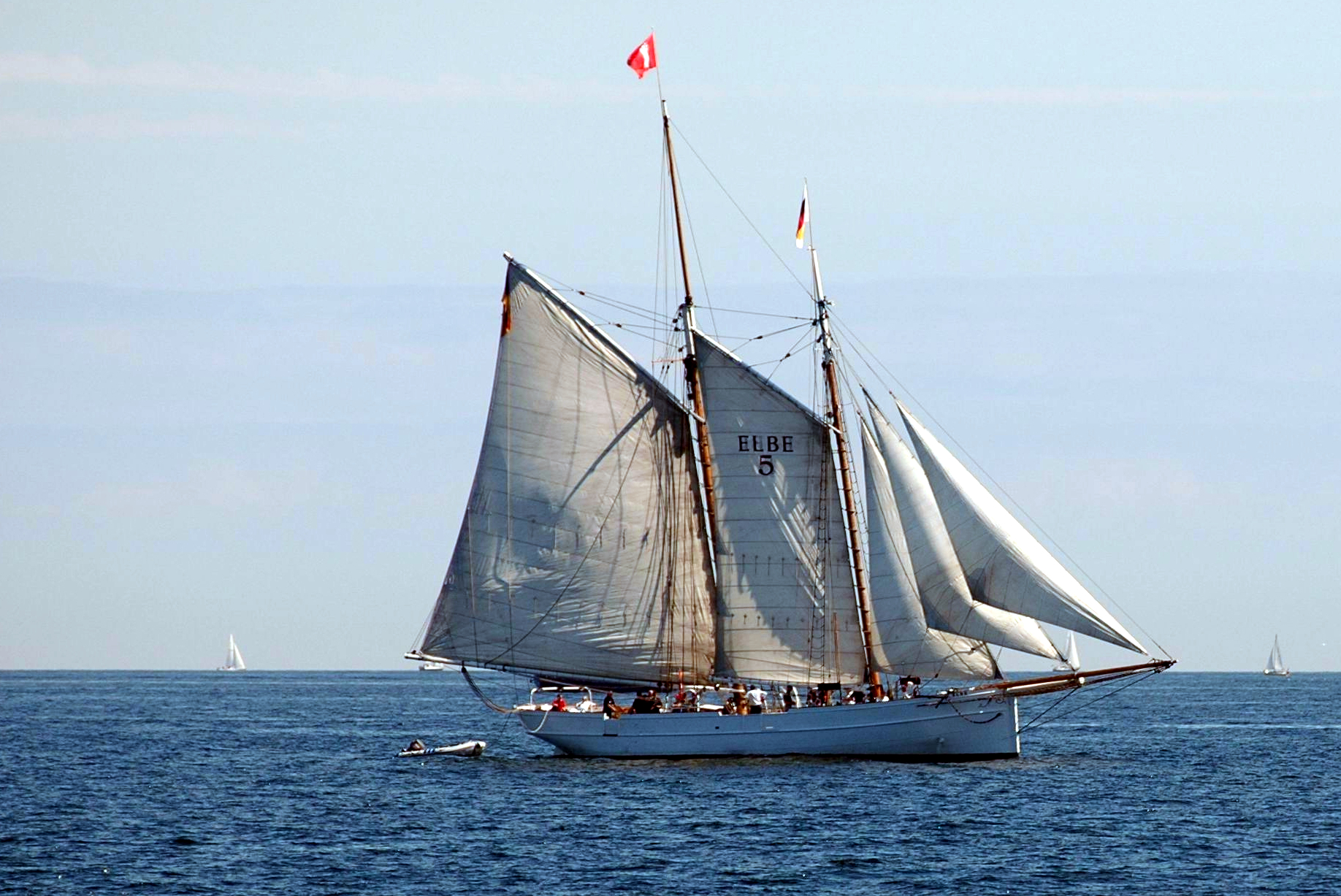
Der ehemalige Lotsenschoner No. 5 Elbe

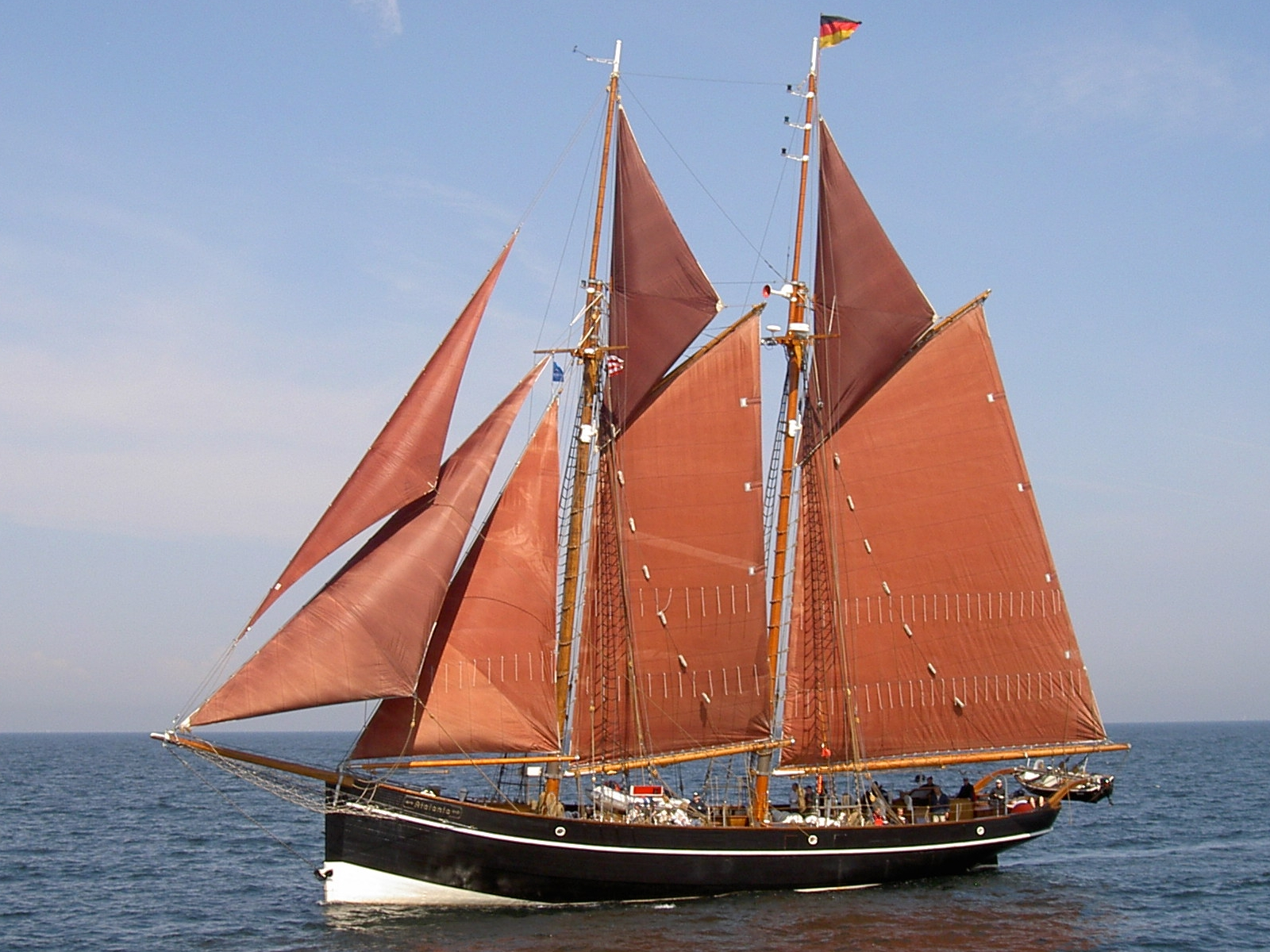
Der ehemalige Lotsenschoner Atalanta

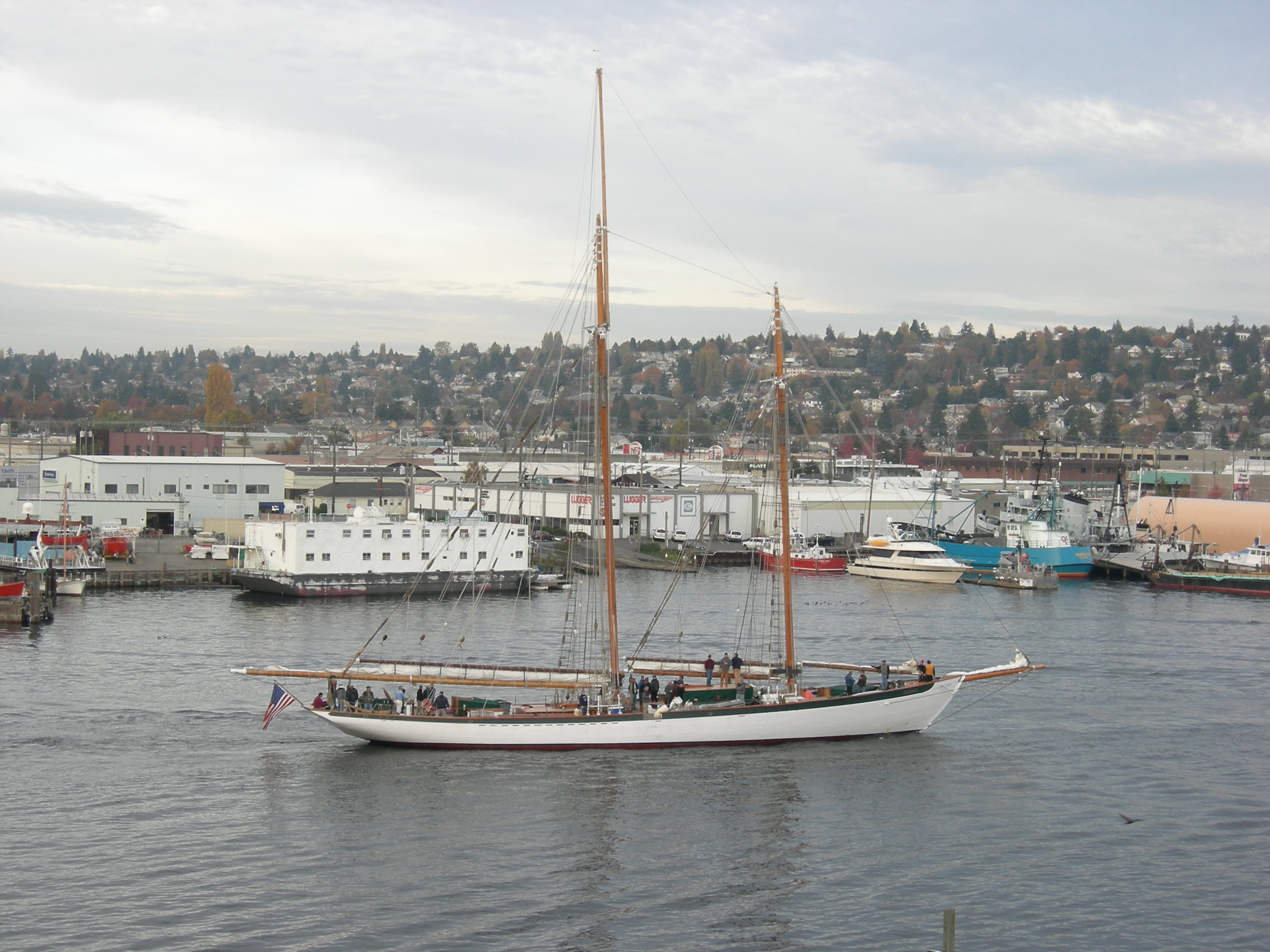
Die Zodiac, ex California, der letzte Lotsenschoner der USA (bis 1972)

Ein Lotsenschoner ist ein als Lotsenboot eingesetzter Schoner, d. h. das Segelschiff eines Lotsen.
Im Zeitalter der Segelschifffahrt waren Lotsen weit verbreitet, da nur wenige Kapitäne bereit waren, mit größeren Schiffen, bei Nacht oder schlechten Wetterverhältnissen in Häfen einzulaufen. Als Lotsenversetzschiffe wurden besonders schnelle, wendige und seefeste Segelschiffe benötigt, wofür die Zweimast-Schoner zum Einsatz kamen. Sie waren die Nachfolger der noch Mitte des 19. Jahrhunderts verwendeten Lotsenkutter und -galioten. Die Boote wurden aufgrund des oft nicht zu vermeidenden schweren Wetters meist besonders robust und stabil (kentersicher) gebaut, vor allem für berüchtigte Gebiete wie die Nordsee. Mehrere ehemalige Lotsenschoner werden heute als hochseegängige Jachten genutzt. Der 1883 gebaute Lotsenschoner No. 5 Elbe etwa überquerte dreizehnmal den Atlantik.
Ein Lotsenschoner wurde in der Chesapeake Bay, an der amerikanischen Ostküste zwischen Virginia und Maryland, bereits 1730 – also noch unter der englischen Kolonialmacht – benutzt. 1823 soll der reiche Bostoner Kaufmann, Opiumschmuggler und Philanthrop John Perkins Cushing mit seinem 60-Fuß-Lotsenschoner Sylph die erste überlieferte Jachtregatta der USA gewonnen haben.
In Deutschland kamen Lotsenschoner an der Nordseeküste ab 1855 an Elbe, Weser, Ems und Jade zum Einsatz. 1929 wurden alle in Deutschland verbliebenen Lotsenschoner ausgemustert und durch maschinengetriebene Fahrzeuge ersetzt.
In den Vereinigten Staaten wurden sehr viel länger segelbetriebene Lotsenboote benutzt. Zu Zeiten der Weltwirtschaftskrise, als die Lotsenschoner in Deutschland ausgedient hatten, kauften die Lotsen von San Francisco mit dem Schoner California (ex Zodiac, heute erneut Zodiac) ein neues Segelboot. Auch ältere Lotsenschoner wurden weiterhin eingesetzt; so wurde an der ebenfalls am Hafen von San Francisco operierenden Gracie S. noch in den dreißiger Jahren, trotz längst vorhandenen Motors, die Takelage etwas verändert, um die Segelmanöver zu vereinfachen; in San Francisco fuhren die Lotsen bis in den Zweiten Weltkrieg noch oft unter Segeln. In Boston kauften die Lotsen sogar 1941 noch ein neues Segelboot, die als regattafähiges Fischerboot gebaute Roseway. Als letzte aktive Pilotenschoner wurden in den USA eben jene Zodiac 1972 in San Francisco und die Roseway in Boston 1971/1972 (nach eigenen Angaben erst 1973) außer Dienst gestellt.

## Behauptung: Chesapeake-Bay-Lotsenschoner als Ursprung der Baltimoreklipper
Geoffrey M. Footner, Autor eines Buches über die Lotsenschoner der Chesapeake Bay, argumentiert, dass sich die berühmten, seegehenden Baltimoreklipper gegen 1790 aus den frühen Lotsenschonern der Chesapeake Bay (ab 1730) entwickelt hätten. Dementsprechend bescheinigt er diesen Lotsenschonern, auch von einigen Kriegsmarinen genutzt worden zu sein, etwa, mit zunehmender Größe, im Amerikanischen Unabhängigkeitskrieg (1775–1783) von der nordamerikanischen Ostküste aus auf Kaperfahrt und zum Transport von Waren in die Karibik und zum Waffentransport auf dem Rückweg.
Auch die späteren Baltimoreklipper bezeichnet Footner vorzugsweise noch als Chesapeake-Bay-Lotsenschoner, woraufhin er ihre Teilnahme am Krieg 1812, ihren internationalen Erfolg und ihren Einfluss auf den Bootsbau der USA und anderer Länder diesen Lotsenschonern zuschreibt. Die Thesen sind allerdings umstritten, da die frühen Boote von Virginia und Maryland üblicherweise nur als Zwischenstufen und die Ursprünge der Baltimoreklipper im England des 16. Jahrhunderts gesehen werden (vgl. Artikel Baltimoreklipper).

## Weiterführende Literatur
- Tom Cunliffe, Adrian Osler: Pilots. The World of Pilotage under Sail and Oar. Vol. 1.: Pilot Schooners of North America and Great Britain. Wooden Boat Publications, 2001, ISBN 978-0937822692 (englisch)
- Geoffrey M. Footner: The Development and Worldwide Success of the Chesapeake Bay Pilot Schooner. Mystic Seaport Museum and Tidewater Publ., 1998, ISBN 978-0913372807 (englisch) (Inhaltsangabe der These des Autors, dass die Baltimoreklipper tatsächlich aus den Lotsenschonern der Chesapeake Bay entstanden seien)